# Di-π-Methan-Umlagerung
Die Di-π-Methan-Umlagerung ist eine Reaktion der Organischen Chemie die zuerst von H. E. Zimmerman sowie G. L. Grunewald beschrieben wurde. Aus diesem Grund ist die Reaktion auch unter dem Namen „Zimmerman-Umlagerung“ bekannt. Die Di-π-Methan-Umlagerung ist eine photochemische Reaktion, um Vinylcyclopropan aus einem 1,4-Dien zu erhalten.

## Reaktionsmechanismus
Im ersten Schritt der Reaktion entsteht aus dem 1,4-Dien 1, durch photochemische Einwirkung, ein Diradikal 2. Darauf folgt der Bruch einer C-C-Einfachbindung und es bildet sich wiederum ein Diradikal 3. Diese kann sich allerdings nur bilden, wenn das 1,4-Dien 1 an der 3. Position substituiert ist, um das Diradikal 3 zu stabilisieren. Im letzten Schritt bildet sich dann eine neu C-C-Einfachbindung und es entsteht das gewünschte Vinylcyclopropan 4.

## Varianten
Es sind verschiedene Varianten dieser Umlagerungsreaktion bekannt:
- Oxa-di-π-Methan-Umlagerung

- Aza-di-π-Methan-Umlagerung

- Arylvinyltype di-π-Methan-Umlagerung